# Anna Zofia Krygowska
Anna Zofia Krygowska (rinvenibile anche come Zofia Krygowska o Anna Sophia Krygowska; Leopoli, 19 settembre 1904 – Cracovia, 16 maggio 1988) è stata una matematica polacca nota per il suo contributo alla didattica della matematica.

## Biografia
Krygowska nacque nel 1904 a Leopoli, attuale città ucraina, allora capitale della Polonia austriaca. Cresciuta a Zakopane, frequentò l'Università Jagellonica di Cracovia, dove si laureò in matematica nel 1927. Dal 1927 al 1950 fu insegnante di matematica in scuole primarie e secondarie della Polonia, compreso un periodo trascorso in clandestinità durante la seconda guerra mondiale. Nel 1950 conseguì il dottorato presso l'Università Jagellonica, sotto la supervisione di Tadeusz Ważewski, e si iscrisse alla facoltà dell'Università pedagogica di Cracovia. Qui negli anni Cinquanta del Novecento insegnò Didattica della matematica, cattedra che fu la prima in Europa ad avere questa denominazione. Nel 1958 fu promossa a capo del neonato Dipartimento di Didattica della Matematica. Andò in pensione nel 1974.

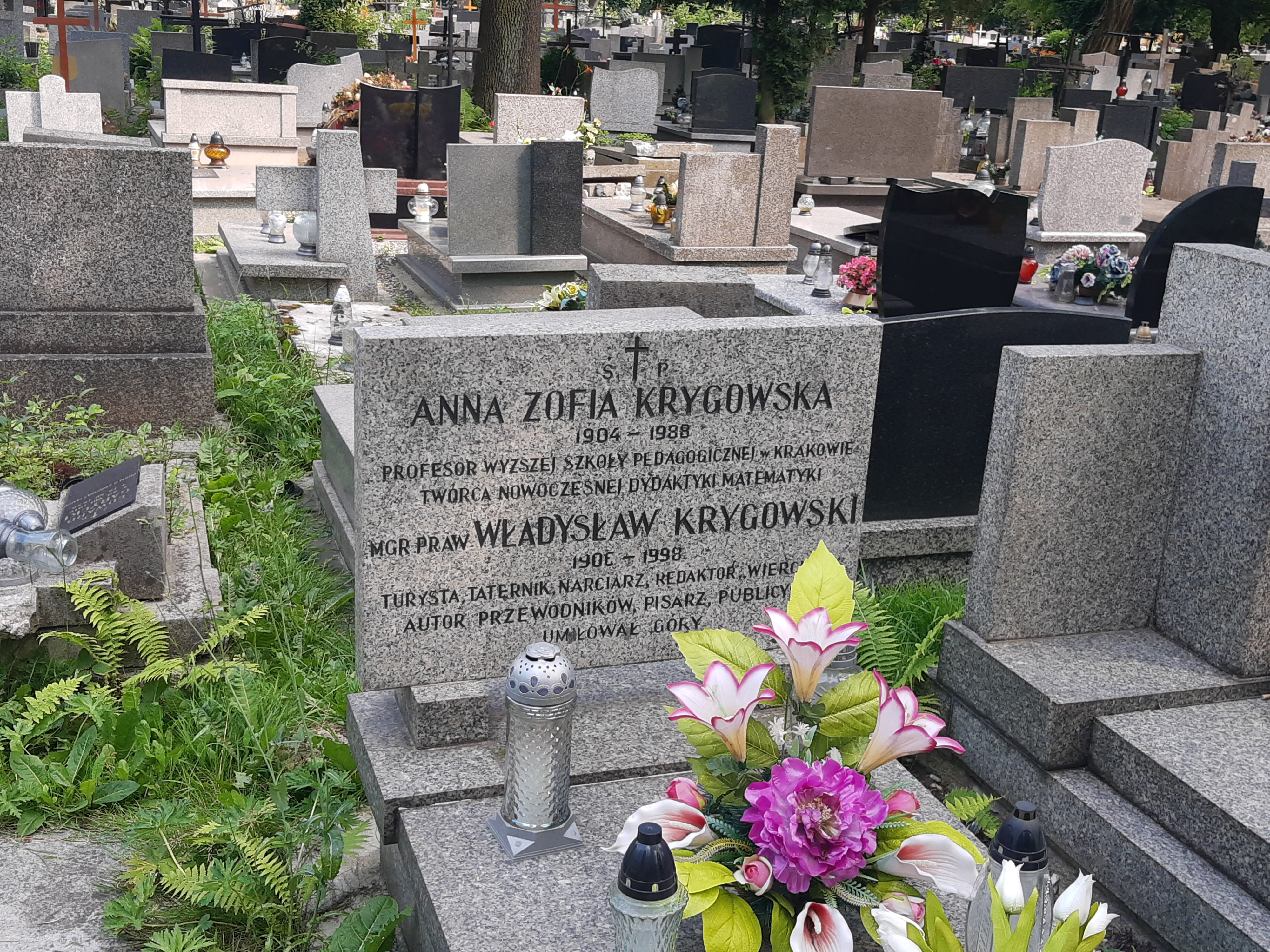
Lapide di Anna Zofia Krygowksa nel cimitero Rakowicki

Krygowska partecipò attivamente a gruppi nazionali e internazionali riguardanti l'insegnamento della matematica. Nel 1956 fece parte della delegazione polacca alla conferenza UNESCO dei ministri della pubblica istruzione, e organizzò due conferenze della Commissione internazionale per lo studio e il miglioramento dell'insegnamento della matematica (CIEAEM), nel 1960 e nel 1971; divenne presidente del CIEAEM nel 1970 e presidente onorario nel 1974. Relazionò sulla didattica della matematica anche al Congresso internazionale dei matematici nel 1966 e nel 1970.
Morì il 16 maggio 1988.

## Didattica della matematica
Il suo contributo alla disciplina consisté in particolare nella «possibilità di un insegnamento che coniugasse il metodo deduttivo con l’utilizzo delle trasformazioni geometriche».

## Opere (parziali)
- Zofia Krygowska, Cenni di didattica della matematica, Pitagora, 1979. URL consultato il 15 gennaio 2024.